# S-market
S-market est une chaîne de petits et moyens magasins de vente de produits alimentaires basée à Helsinki en Finlande.
S-Market Oy est une filiale de S-Ryhmä.

## Présentation
En 2018, il y a 434 supermarchés S-market.
La taille des supermarchés S-market varie de 500 à 3 000 mètres carrés. Les surfaces les plus petites sont généralement situées dans les banlieues et les agglomérations, elles sont légèrement plus grandes dans les centres urbains et régionaux et les plus grands dans les zones urbaines, le long des voies de circulation les plus fréquentées et aux intersections plus importantes avec des  ABC. 
Le S-market est également le département alimentaire de la plupart des grands magasins Sokos.

## Galerie

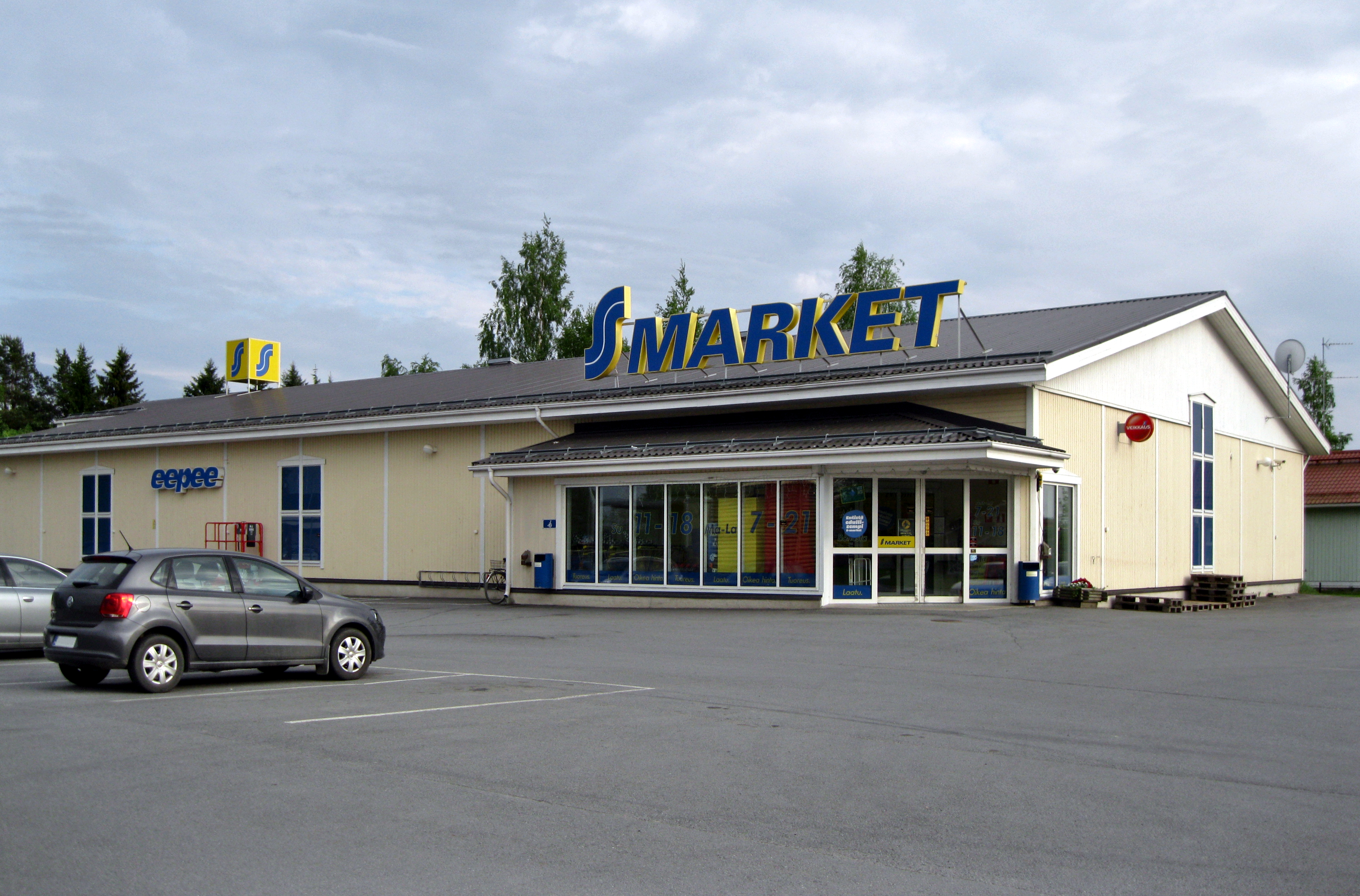
S-market de Vimpeli.
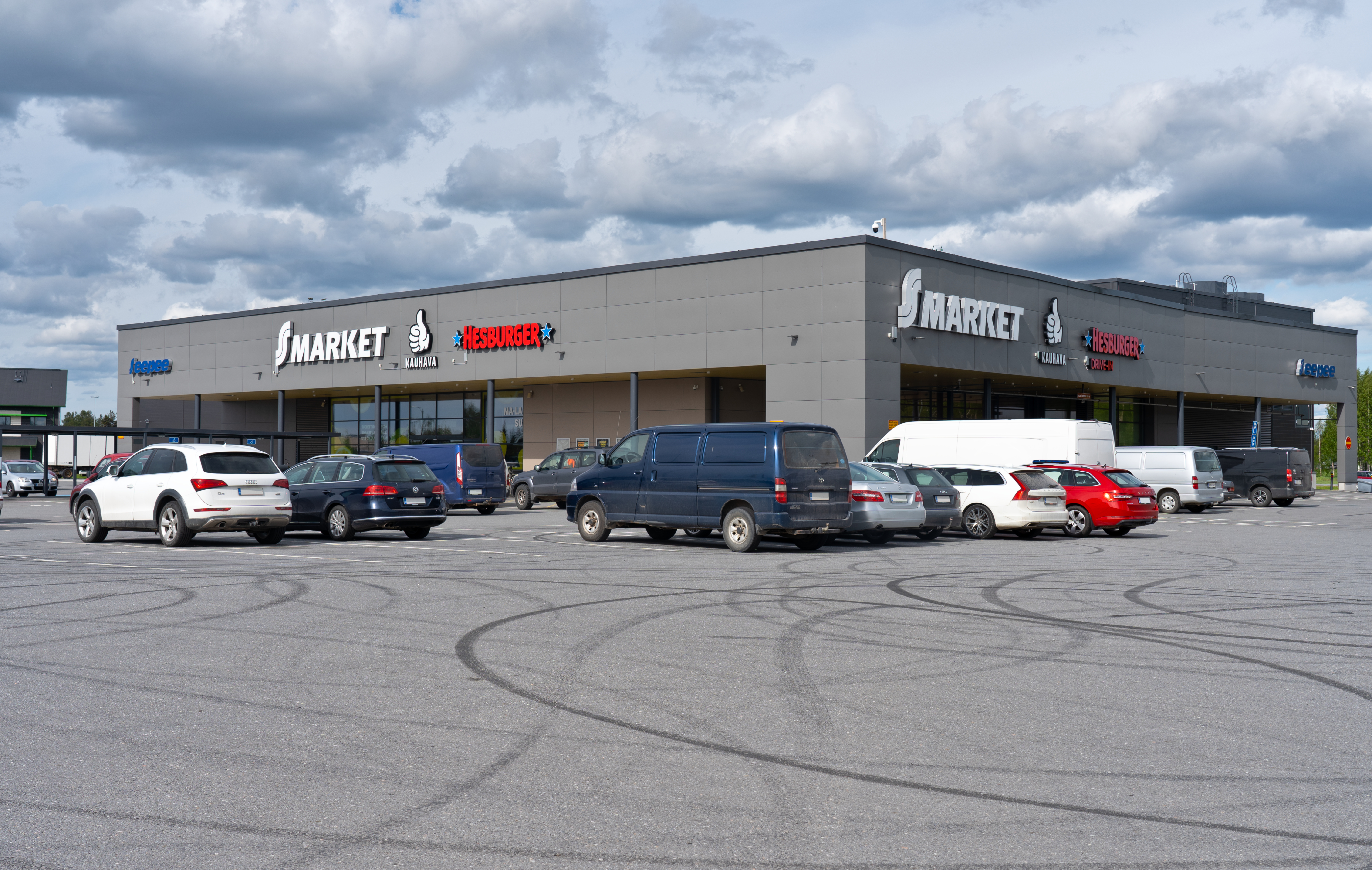
S-market de Kauhava.
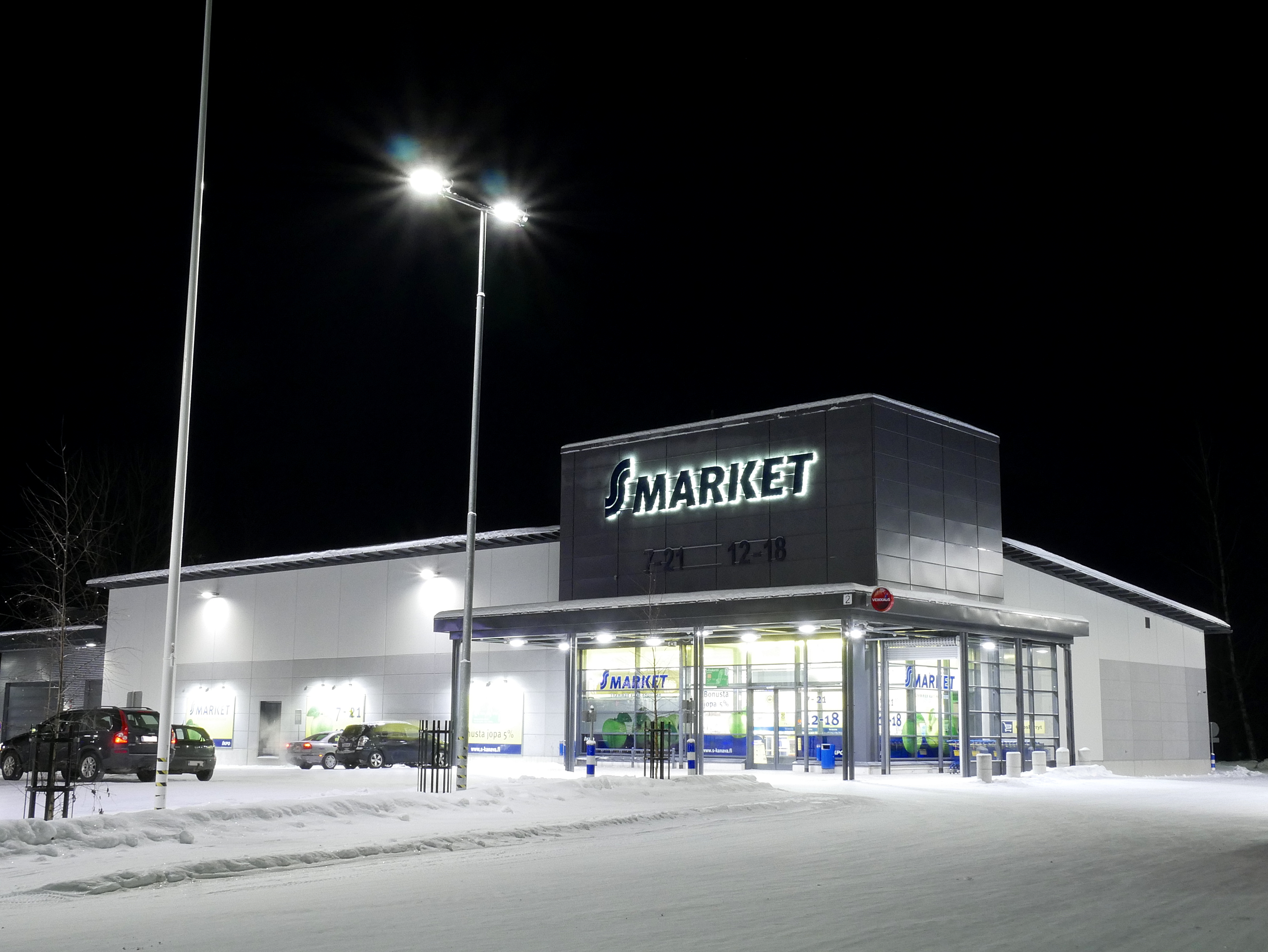
S-market à Evijärvi.

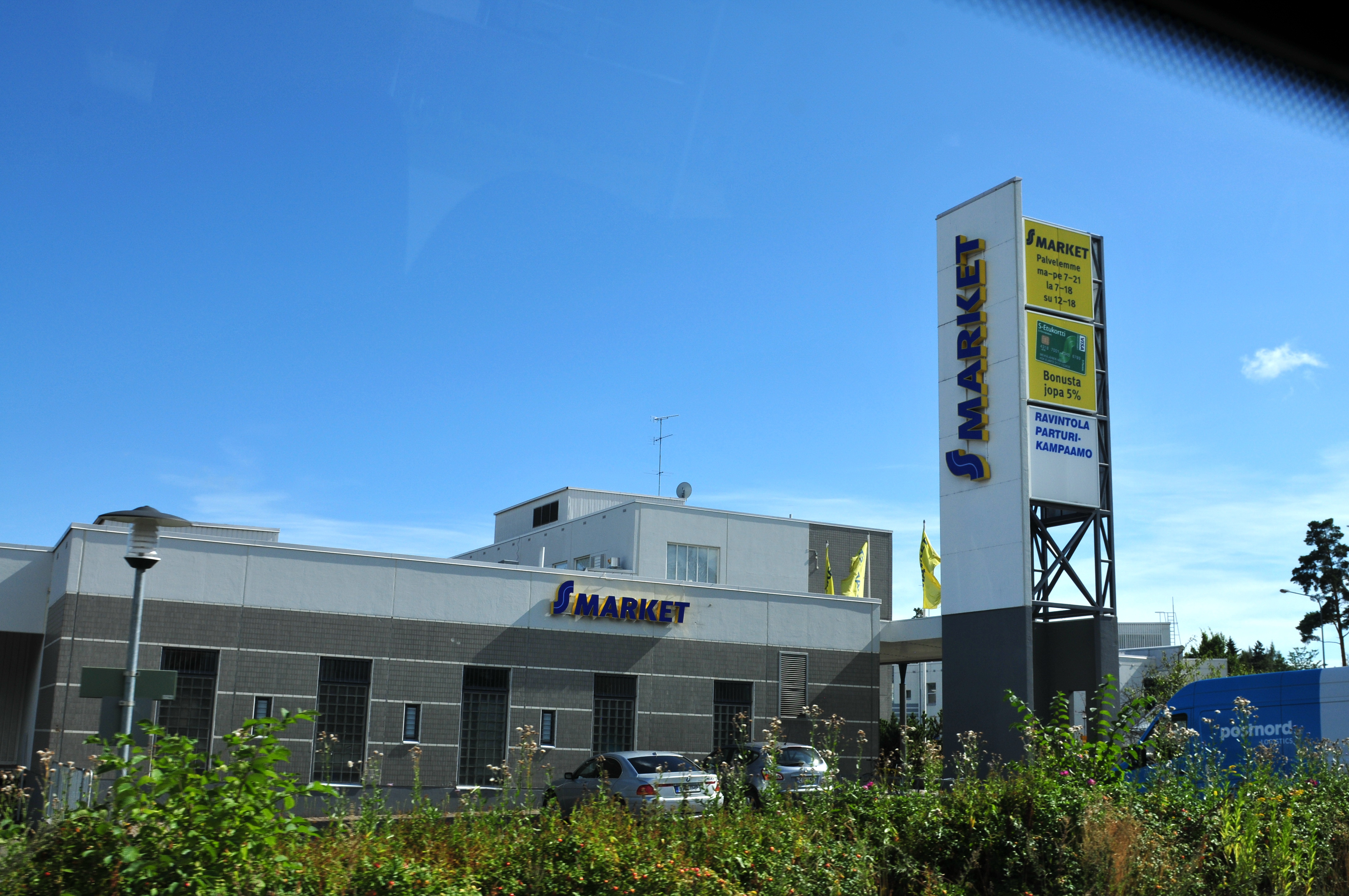
S-market de Vuosaari à Helsinki.
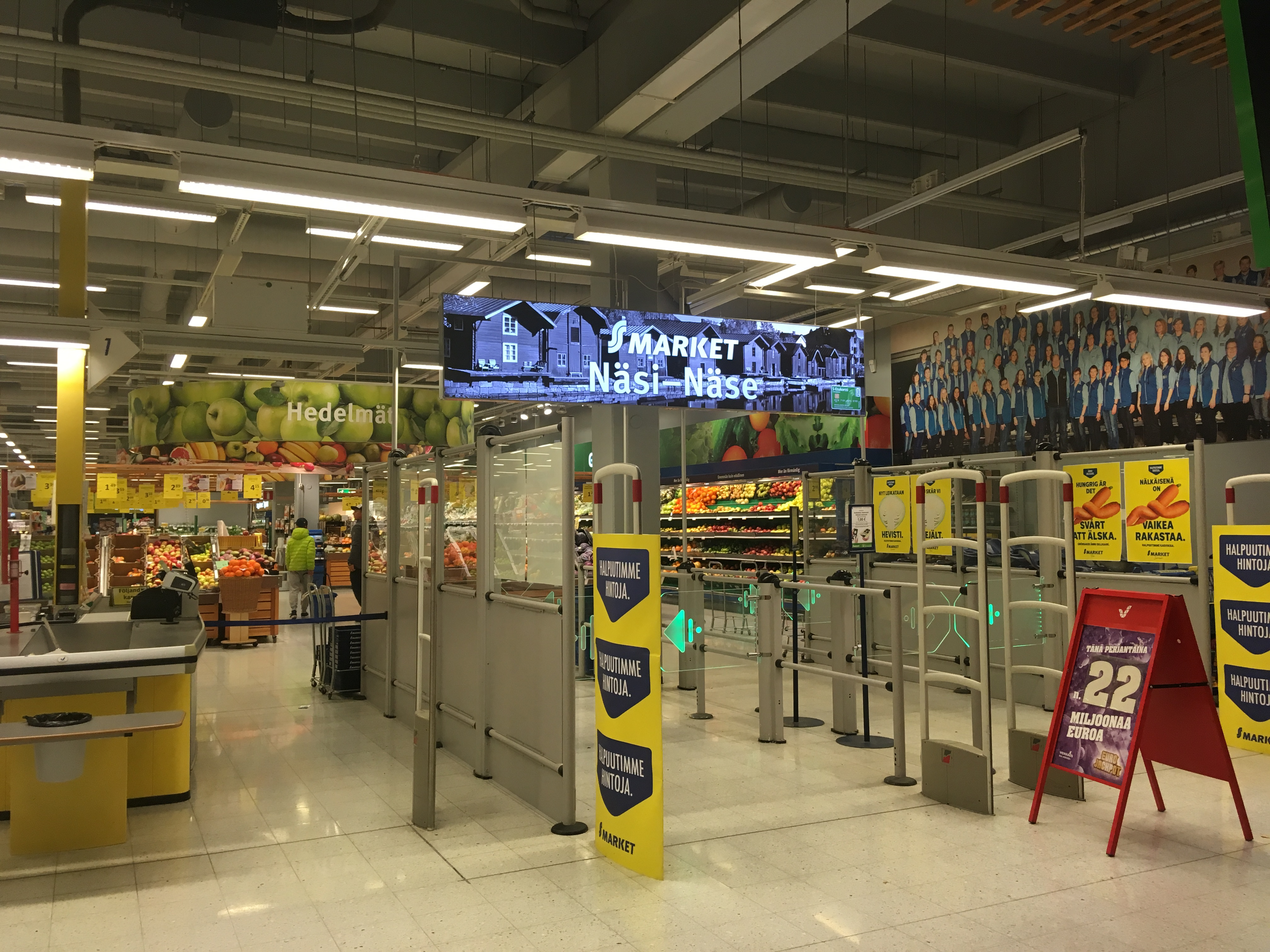
S-market de Näsi à Porvoo.
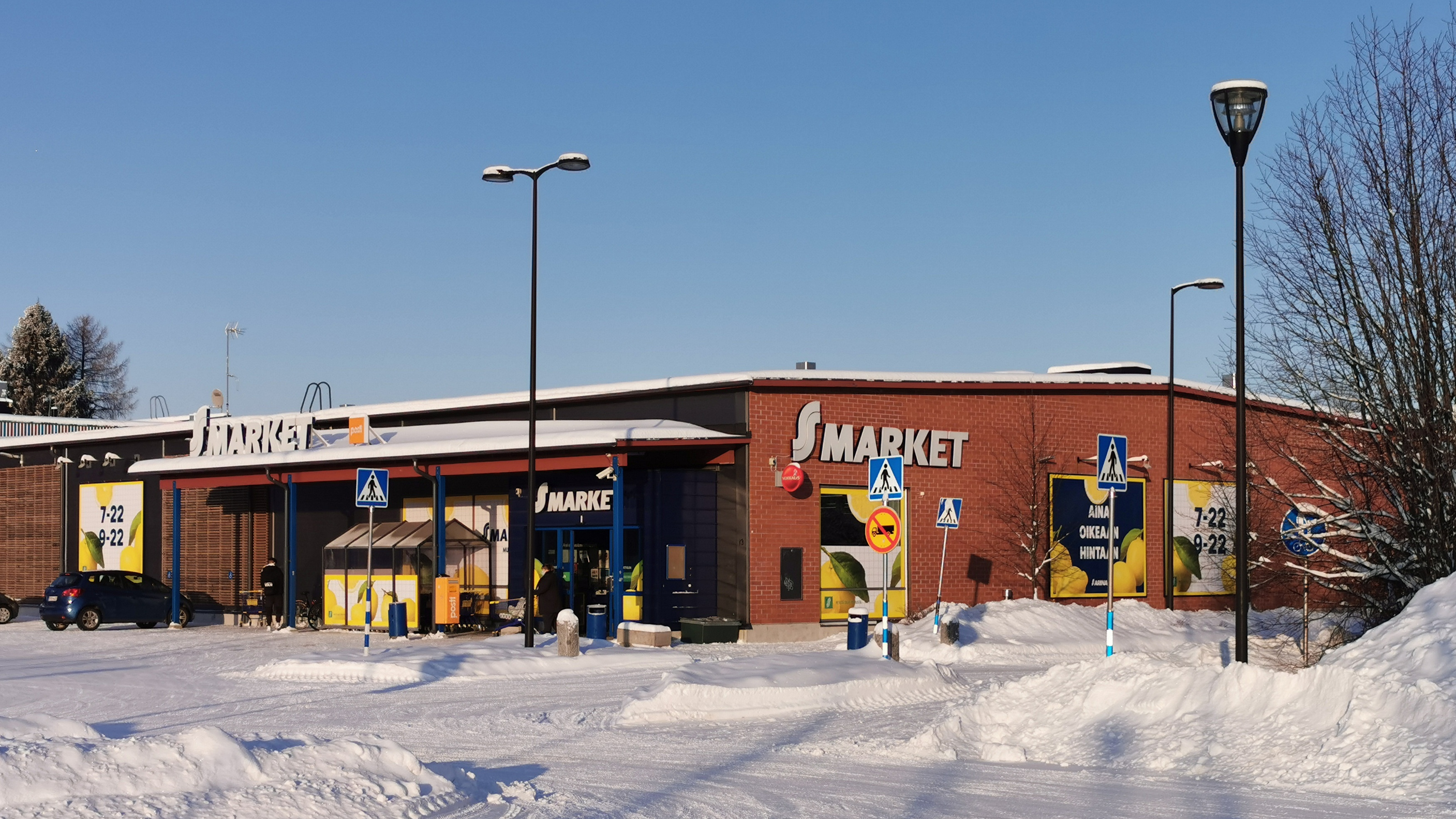
S-Market de Muhos.